# Josip Iličić
Josip Iličić (Prijedor, 29. siječnja 1988.) slovenski je nogometaš koji igra na poziciji ofenzivnog veznog. Trenutačno igra za Koper.

## Izbor reprezentacije
Josip Iličić se rodio u Prijedoru, BiH. U Sloveniju je odselio poslije očeve smrti, kad je imao samo jednu godinu. Odselio je skupa s majkom Anom i bratom Igorom. Dok još nije imao nastupa za reprezentaciju, u intervjuu su ga jednom pitali bi li zaigrao za Hrvatsku, jer je po nacionalosti Hrvat. Odgovorio je da ne bi prihvatio takvu ponudu jer je cijeli život živio u Sloveniji. Poslije je dao sličnu izjavu o mogućnosti igranja za BiH, jer je bio rođen u toj državi.

## Vanjske poveznice
- (slo.) Profil na NZS
- (engl.) Profil na OVO  Arhivirana inačica izvorne stranice od 20. veljače 2021. (Wayback Machine)